# Автомобіль безпеки

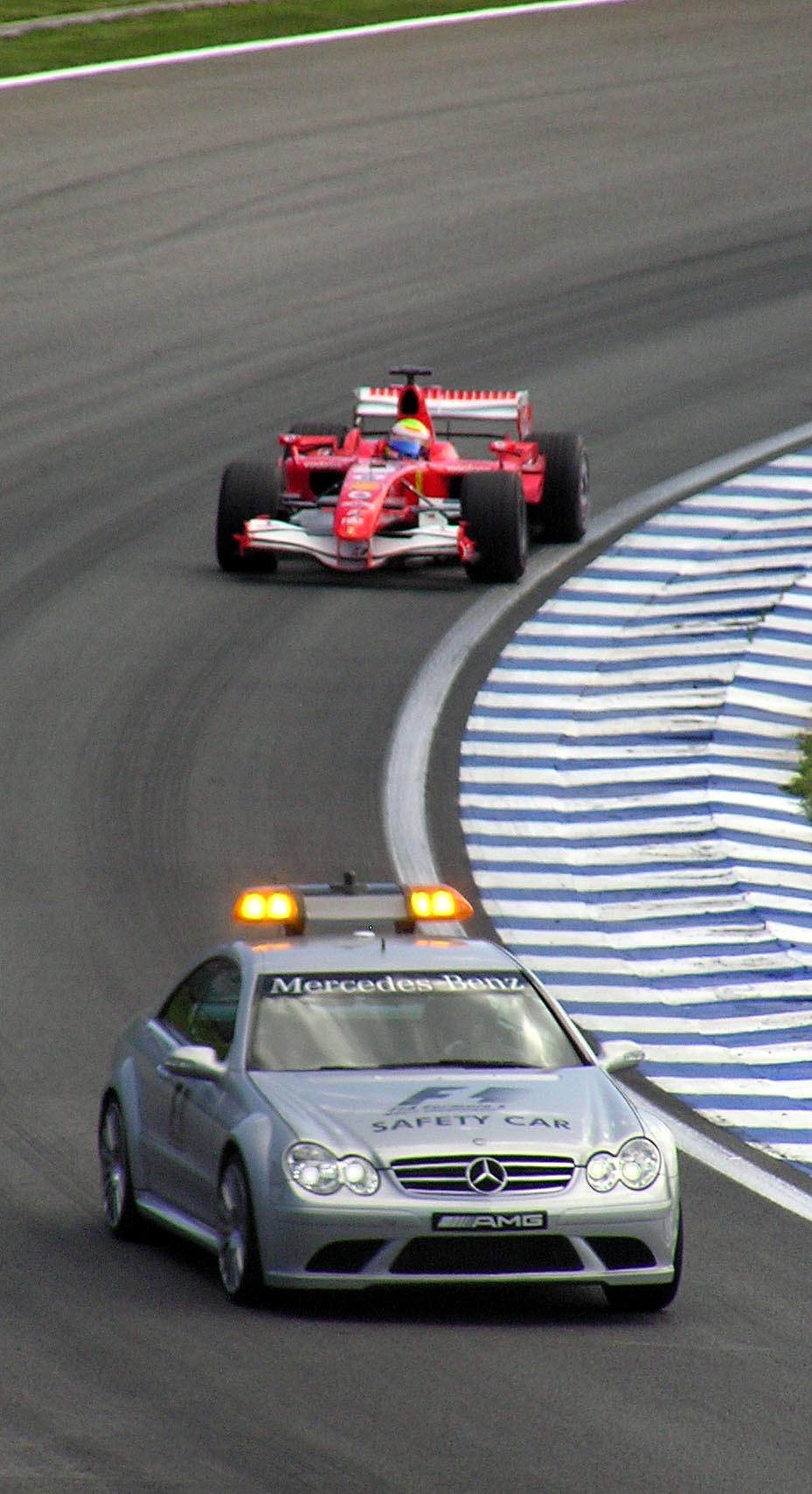
Сейфті-кар веде пелетон машин Формули-1

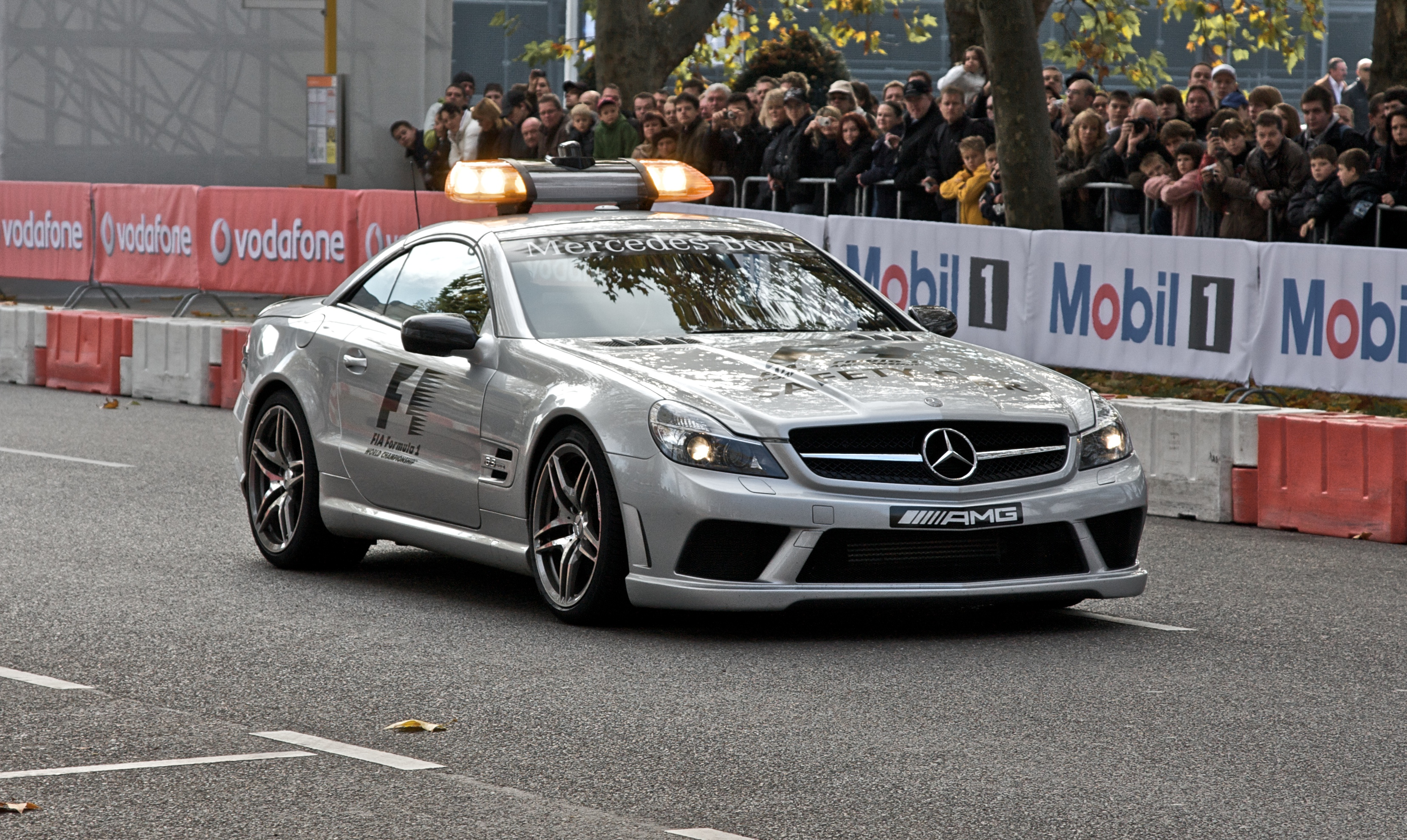
Mercedes-Benz SL 63 AMG використовувався як автомобіль безпеки в перегонах Формули-1 в 2008 та 2009 роках.

Автомобіль безпеки також пейс-кар (від англ. Pace-car) або сейфті-кар (від англ. Safety car) — в автоспорті спецавто, яке на трасі використовують для запобігання аварій під час автогонок у разі виникнення на ній небезпечних ділянок. Під час режиму машини безпеки гоночний пелетон повинен вишикуватися за нею в ряд і слідувати на зниженій швидкості, поки маршали на трасі не ліквідують небезпеку, після чого машина покидає трасу, і гонка відновлюється.

### Формула-1
- Formula1.com: Автомобіль безпеки [Архівовано 29 червня 2012 у Archive.is]
- Стаття про Автомобіль безпеки

### Indianapolis 500
- Indy 500 Pace Cars [Архівовано 16 жовтня 2006 у Wayback Machine.]
- Front-Runners.net - Charger Pace Car [Архівовано 4 березня 2016 у Wayback Machine.]